# Zwyrodnienie wodniczkowe
Zwyrodnienie wodniczkowe – (łac. degeneratio vacuolaris) – zwyrodnienie należące do grupy zwyrodnień spowodowanych zaburzeniem gospodarki wodnej.

## Obraz mikroskopowy
- woda gromadzi się w postaci wodniczek w obrębie retikulum endoplazmatycznego
- w mikroskopie świetlnym – puste przestrzenie, w elektronowym – widoczne wodniczki
- dotyczy głównie nabłonka (naskórek, wątroba, nerki)

## Przyczyny
- zakażenia wirusowe (np. półpasiec, opryszczka wargowa, ospa)
- oparzenia
- ostra WZW (mówimy wtedy o zwyrodnieniu balonowatym)
- niedobory pokarmowe
- działanie CCl4

## Zwyrodnienie wodniczkowe nabłonka cewek nerkowych
- drobnokropelkowe – po podaniu dekstranu/mannitolu
- wielkokropelkowe – niedobór K+